# Heaven Is a Place on Earth
«Heaven Is a Place on Earth» es una canción interpretada por la cantante estadounidense Belinda Carlisle, incluida en su segundo álbum de estudio, Heaven on Earth (1987). Escrita por Rick Nowels y Ellen Shipley, y producida por Nowels, la canción se publicó como sencillo principal del álbum el 14 de septiembre de 1987 y encabezó la lista Billboard Hot 100 el 5 de diciembre de 1987, convirtiéndose en el único sencillo número uno de Carlisle en Estados Unidos hasta la fecha. En enero de 1988, el sencillo alcanzó el puesto número uno en el Reino Unido, donde encabezó la UK Singles Chart durante dos semanas. «Heaven Is a Place on Earth» se considera ampliamente como la canción insignia de Carlisle.
En la 30.ª edición de los Premios Grammy, «Heaven Is a Place on Earth» fue nominada a Mejor interpretación vocal pop femenina, pero perdió ante «I Wanna Dance with Somebody (Who Loves Me)» de Whitney Houston.
En 2015, Carlisle volvió a grabar «Heaven Is a Place on Earth» como una balada acústica. Esta versión apareció en su octavo álbum de estudio, Wilder Shores (2017), que combina canciones acústicas con ritmos worldbeats y cánticos tradicionales sij.

## Composición y grabación
«Heaven Is a Place on Earth» se realiza en la nota de mi mayor con un tempo de 123 pulsaciones por minuto en compás. El rango vocal de Belinda Carlisle abarca desde Mi3 a Re♯5. En el coro final de la canción, la tonalidad sube un tono a Fa♯ mayor.
Los coristas de Belinda Carlisle en la grabación incluyen a los compositores Rick Nowels y Ellen Shipley, así como a Michelle Phillips de The Mamas & the Papas, Chynna Phillips de Wilson Phillips y a la compositora Diane Warren. También cuenta con Thomas Dolby en sintetizadores.

## Recepción crítica
Una reseña de la revista paneuropea Music & Media describió «Heaven Is a Place on Earth» como "una canción verdaderamente edificante, con un coro agradable e irresistible". Jerry Smith de Music Week la consideró un "número brillante y, en última instancia, muy comercial" y un éxito potencial.

## Popularidad en las listas
En los Estados Unidos, «Heaven Is a Place on Earth» encabezó la Billboard Hot 100 durante una semana y alcanzó el puesto número 7 de la lista Adult Contemporary. También encabezó la Cash Box Top 100. Billboard clasificó a «Heaven Is a Place on Earth» como el séptimo sencillo más popular de 1988. También fue un éxito en el Reino Unido, donde encabezó la UK Singles Chart durante dos semanas.
«Heaven Is a Place on Earth» también encabezó las listas de sencillos en muchos otros países, entre ellos Irlanda, Noruega, Sudáfrica, Suecia, Suiza y Zimbabwe. Alcanzó el puesto número 2 en Australia, el número 3 en Alemania Occidental y Canadá, y el número 6 en Italia.

## Videoclip
El videoclip que acompaña a «Heaven Is a Place on Earth» fue dirigido por la actriz Diane Keaton e incluye una aparición del marido de Carlisle, Morgan Mason. El videoclip muestra a niños enmascarados con capas negras y sosteniendo globos terráqueos iluminados. Carlisle aparece con un vestido sin tirantes y luego se cambia a una blusa negra con hombros descubiertos. El videoclip fue filmado parcialmente en el parque temático Six Flags Magic Mountain en Valencia, California, en la ahora desaparecida atracción Spin Out.

## Impacto y legado
«Heaven Is a Place on Earth» forma parte de la banda sonora del episodio «San Junipero» (2016), perteneciente a la tercera temporada de la serie de ciencia ficción británica, Black Mirror, y es cantada por la protagonista June Osbourne en el episodio «Heroic» (2019) de la serie distópica estadounidense, The Handmaid's Tale. La canción también aparece en las películas Romy and Michele's High School Reunion (1997), Harold & Kumar Escape from Guantanamo Bay (2008) y Love and Other Drugs (2010). Se hace referencia a la canción en el sencillo debut de Lana Del Rey, «Video Games» (2011), y se hace referencia a Carlisle, así como a la canción, en «Belinda Says» del tercer álbum de estudio de Alvvays, Blue Rev (2022).

## Lista de canciones
| N.º | Título                                           | Duración |  |
| 1.  | «Heaven Is a Place on Earth» (versión del álbum) | 4:06     |  |
| 2.  | «We Can Change»                                  | 3:45     |  |
| 3.  | «Heaven Is a Place on Earth» (versión celestial) | 6:00     |  |
| 4.  | «Heaven Is a Place on Earth» (versión a capela)  | 3:49     |  |

## Posicionamiento en listas
| Lista (1987–88)                                  | Posición más alta |
| ------------------------------------------------ | ----------------- |
| Alemania Occidental (Offizielle Deutsche Charts) | 3                 |
| Australia (ARIA)                                 | 2                 |
| Austria (Ö3 Austria Top 40)                      | 10                |
| Bélgica (Flandes) (Ultratop 50)                  | 3                 |
| Canadá (RPM Adult Contemporary)                  | 5                 |
| Canadá (RPM)                                     | 3                 |
| España (AFYVE)                                   | 10                |
| Estados Unidos (Billboard Hot 100)               | 1                 |
| Estados Unidos (Adult Contemporary)              | 7                 |
| European Hot 100                                 | 1                 |
| Irlanda (IRMA)                                   | 1                 |
| Italia (FIMI)                                    | 6                 |
| Nueva Zelanda (Recorded Music NZ)                | 1                 |
| Noruega (VG-lista)                               | 1                 |
| Países Bajos (Dutch Top 40)                      | 7                 |
| Reino Unido (UK Singles Chart)                   | 1                 |
| Suecia (Sverigetopplistan)                       | 1                 |
| Suiza (Schweizer Hitparade)                      | 1                 |

| Lista (1987) | Posición |
| ------------ | -------- |
| Canadá (RPM) | 36       |

| Lista (1988)                       | Posición |
| ---------------------------------- | -------- |
| Alemania (Media Control AG)        | 38       |
| Australia (ARIA)                   | 11       |
| Bélgica (Flandes) (Ultratop 50)    | 30       |
| Canadá (RPM)                       | 99       |
| Estados Unidos (Billboard Hot 100) | 7        |
| Italia (FIMI)                      | 31       |
| Nueva Zelanda (RIANZ)              | 9        |
| Países Bajos (Single Top 100)      | 81       |
| Reino Unido (UK Singles Chart)     | 17       |
| Suiza (Schweizer Hitparade)        | 8        |

## Certificaciones y ventas
| País                                                     | Certificación | Ventas   |
| -------------------------------------------------------- | ------------- | -------- |
| Canadá (Music Canada)                                    | Oro           | 50,000^  |
| Reino Unido (BPI)                                        | Platino       | 250,000^ |
| ^cifras de envíos basadas únicamente en la certificación |               |          |